# Donna Donna (lied)
Donna donna is een lied over een kalf dat naar de slacht wordt gebracht. Het werd gemaakt door Sholom Secunda (muziek) en Aaron Zeitlin (tekst). Oorspronkelijk was het een lied in het Jiddisch (דאַנאַ דאַנאַ). Het werd in 1940-41 gecomponeerd voor het toneelstuk Esterke.
De tekst werd midden jaren 1950 in het Engels vertaald door Arthur Kevess en Teddi Schwartz. Het lied werd vooral in Angelsaksische landen zeer bekend en is inmiddels een traditional. Het werd vooral populair nadat het in 1960 was opgenomen door Joan Baez op haar album Joan Baez. Het werd veel gebruikt tijdens protesten voor mensenrechten in de jaren 1960. Het duo Esther & Abi Ofarim nam het in 1966 op en het werd ook door anderen opgenomen en uitgevoerd.

## Tekst
De tekst begint met een beschrijving van een kalf dat op een wagen ligt, onderweg naar de markt. Het kalf kijkt droevig uit zijn ogen. Boven het kalf vliegt een zwaluw door de lucht. De wind lacht, de hele dag, en tot halverwege de nacht. Daarna volgt het refrein met alleen de tekst Donna donna. In het tweede couplet zegt de boer tegen het kalf dat het niet moet klagen. Het lied vervolgt met de retorische vraag: Waarom heb je dan geen vleugels, om trots en vrij te vliegen zoals de zwaluw? Maar de wind lacht nog steeds. Daarna volgt weer het refrein. In het laatste couplet staat dat kalveren zo gemakkelijk vastgebonden worden en geslacht, en dat ze nooit zullen weten waarom. Vervolgens weer de wind, en donna donna...

## Bron
- Dit artikel of een eerdere versie ervan is een (gedeeltelijke) vertaling van het artikel Dona, Dona op de Engelstalige Wikipedia, dat onder de licentie Creative Commons Naamsvermelding/Gelijk delen valt. Zie de bewerkingsgeschiedenis aldaar.